# Shawn Desman
Shawn Desman, pseudonimo di Shawn Bosco Fernandes (12 gennaio 1982), è un cantante e ballerino canadese, di origini portoghesi.

## Discografia
Album studio
- 2002 - Shawn Desman
- 2005 - Back for More
- 2010 - Fresh
- 2013 - Alive